# Sim Gokkes
Sim Gokkes (Ámsterdam, 21 de marzo de 1897 – Auschwitz, 5 de febrero de 1943) fue un compositor judío neerlandés.
Ya como niño recibió clases de canto y estudió también con Victor Schlesinger, cantor en una de las sinagogas de Ámsterdam. Estudió composición y también piano y flauta en el Conservatorio de esa ciudad. 
A lo largo de su vida dirigió varios coros. Durante años fue director del Santo Serviçio, el coro de la sinagoga portuguesa en Ámsterdam. Gokkes es conocido como una renovador de la música para la sinagoga. Sus composiciones se refieren fundamentalmente a temas religiosos.
Junto con su mujer, la pianista Rebecca Winnik, y sus dos hijos David y Rachel fue asesinado en el Campo de concentración de Auschwitz en 1943. 
Sólo se conservan algunas de sus obras en la colección del Instituto de Música de los Países Bajos. 

## Fuente
- El artículo es traducción de la versión alemana, con alguna información añadida de la versión francesa.

- Datos: Q470417
- Multimedia: Sim Gokkes / Q470417